# 2007년 뉴욕 영화 비평가 협회상
제73회 뉴욕 영화 비평가 협회상은 2007년 12월 10일에 열린 시상식이다.

## 수상 및 후보

### 작품상
- 노인을 위한 나라는 없다 - 에단 코엔외 1명 수상

### 감독상
- 노인을 위한 나라는 없다 - 에단 코엔외 1명 수상

### 각본상
- 노인을 위한 나라는 없다 - 에단 코엔외 1명 수상

### 여우주연상
- 어웨이 프롬 허 - 줄리 크리스티 수상

### 남우주연상
- 데어 윌 비 블러드 - 다니엘 데이 루이스 수상

### 여우조연상
- 가라, 아이야, 가라 - 에이미 라이언 수상

### 남우조연상
- 노인을 위한 나라는 없다 - 하비에르 바르뎀 수상

### 촬영상
- 데어 윌 비 블러드 - 로버트 엘스윗 수상

### 애니메이션상
- 페르세폴리스 - 뱅상 파로노드 수상

### 외국영화상
- 타인의 삶 - 플로리안 헨켈 폰 도너스마르크 수상

### 신인감독상
- 어웨이 프롬 허 - 사라 폴리 수상

### 특별상
- 킬러 오브 쉽 - 찰스 버넷 수상

### 논픽션상
- 끝이 안보인다 - 찰스 퍼거슨 수상